# Empuriabrava
Empuriabrava, nom officiel en catalan (Ampuriabrava en castillan) située à environ 40 km de la frontière entre la France et l'Espagne, est la plus grande marina d'Europe et l'une des plus grandes marinas résidentielles au monde avec plus de 40 km de canaux.
Elle se trouve sur la Costa Brava dans la baie de Roses (en castillan, Rosas), à 15 km de Figueras (en castillan et Figueres, nom officiel en catalan), à 60 km de l'aéroport de Gérone-Costa Brava, et 120 km de Barcelone), dans la municipalité de Castelló d'Empúries.

## Histoire
Antoni de Moixó i Güell le marquis de Sant Mori (ca), propriétaire de quatre des cinq fermes et grand admirateur de Port-Grimaud, s'allie avec deux entrepreneurs locaux Miquel Arpa i Batlle et Ferran de Vilallonga i Rossell pour concevoir au départ un Aéro-club international, adossé à une zone résidentielle. Le projet de construction d'une grande urbanisation est alors promu en 1964 par la société Ampuriabrava S.A. remplaçant l'Eurobrava S.A.
Née en 1967, la station balnéaire, entièrement conçue pour le tourisme de plaisance, campe à l'entrée des marais d'Aiguamolls. Ces derniers ont été transformés en réserve naturelle grâce à la forte mobilisation des écologistes de la région.
À côté de la marina se trouvent des quartiers, uniquement résidentiels, sans accès direct à la mer par les canaux.
Empuriabrava possède un centre de parachutisme de réputation internationale, Skydive Empuriabrava, avec plus de cent mille sauts effectués par an.  

## Galerie de photos

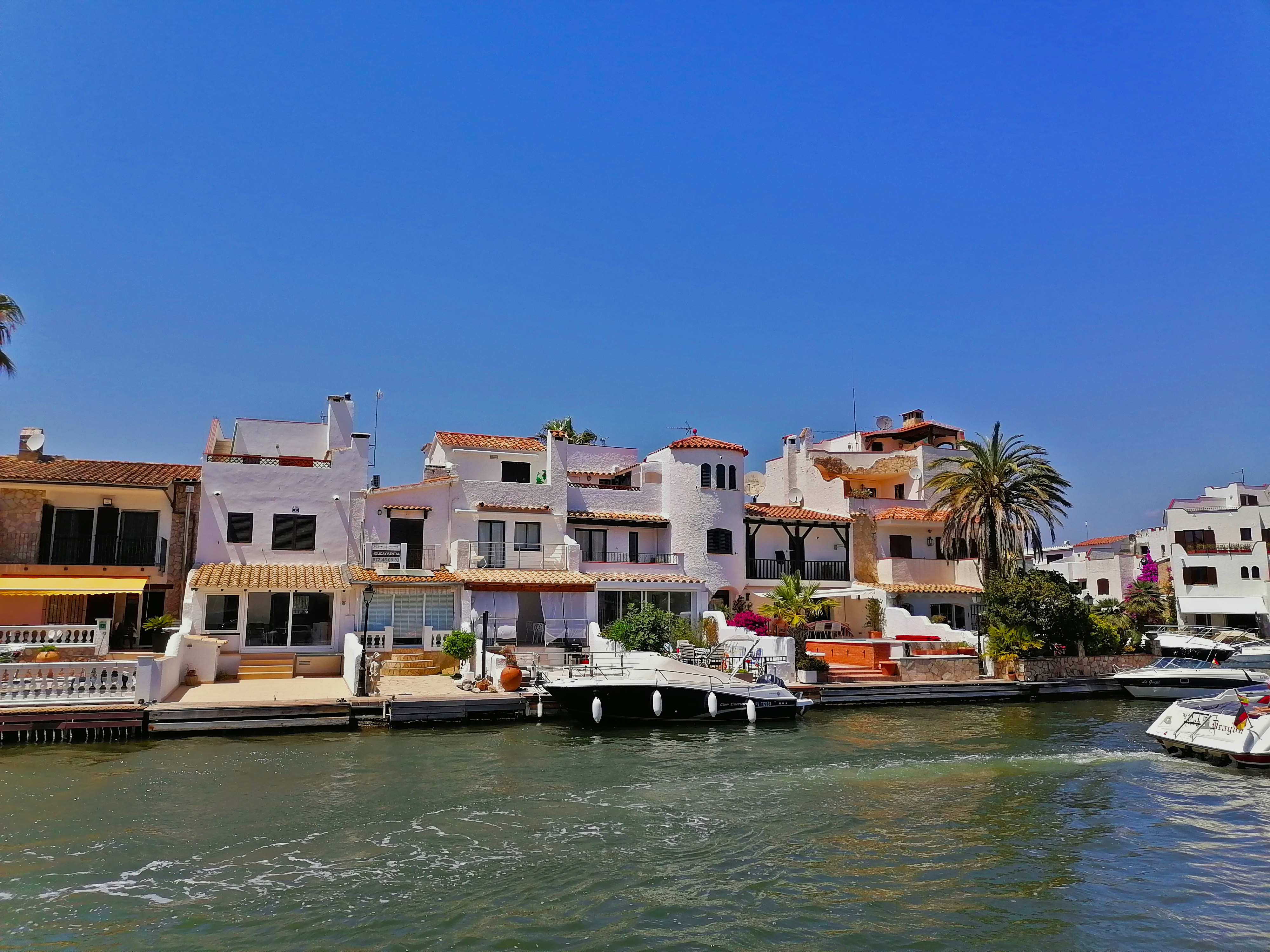
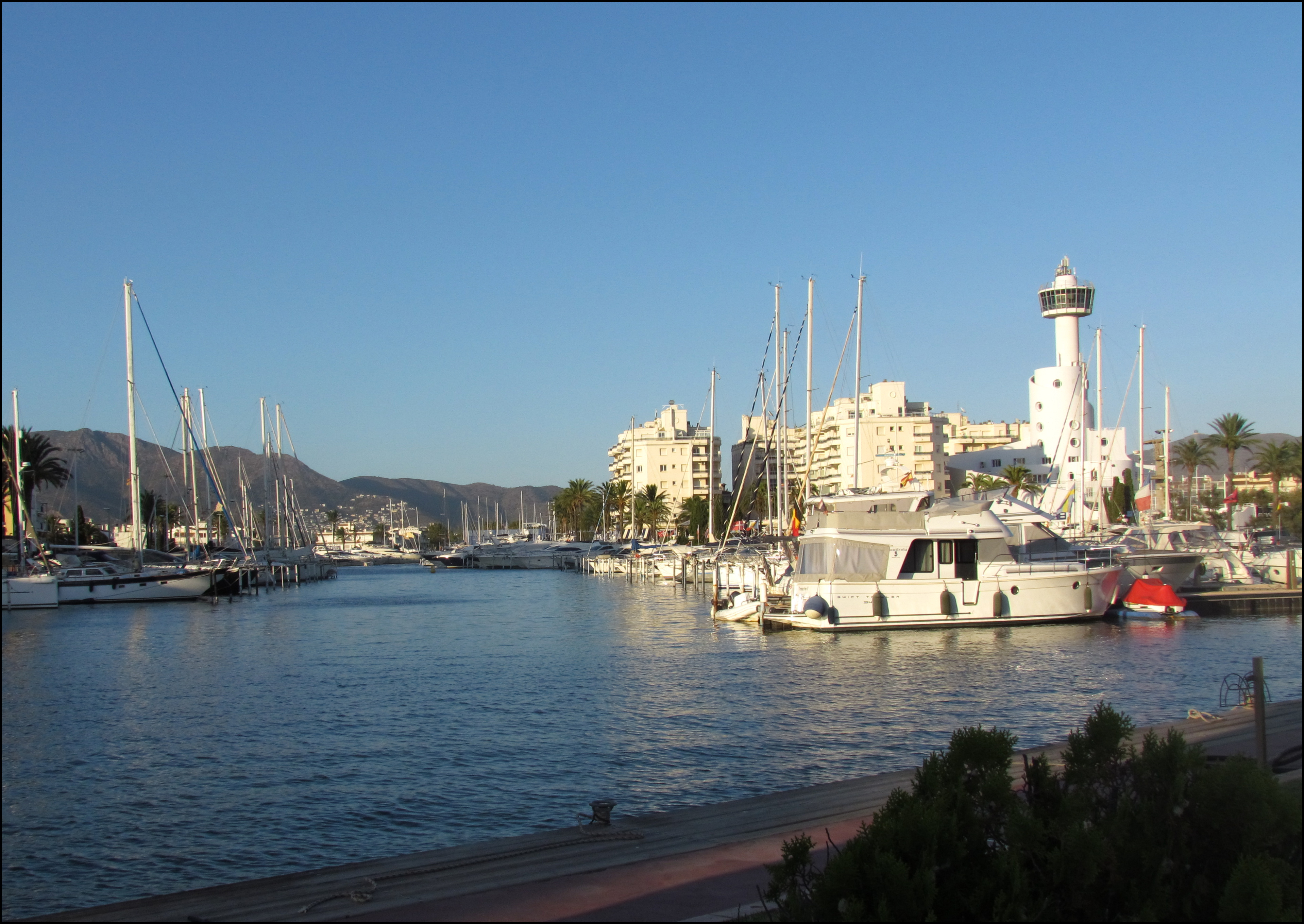
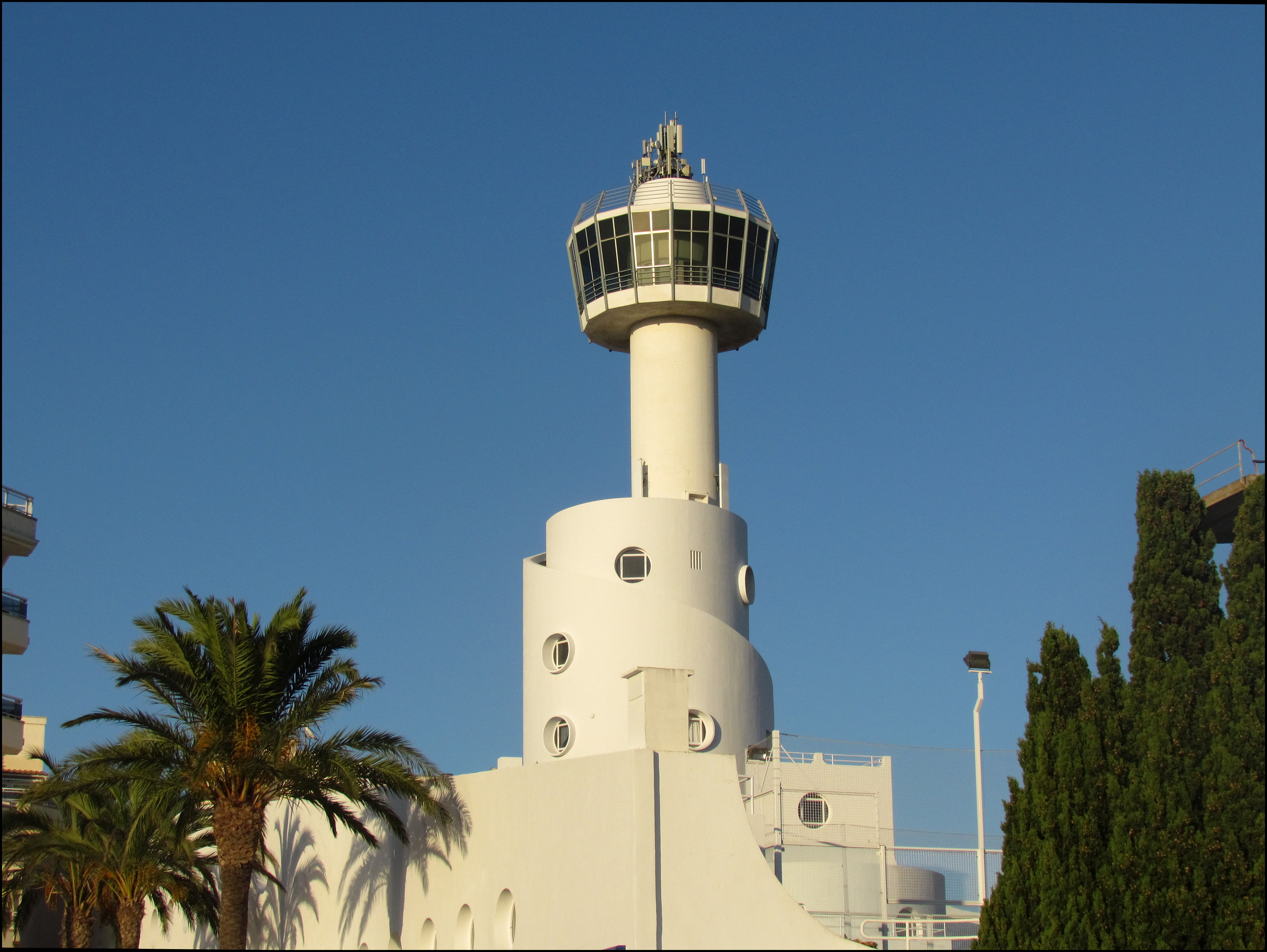
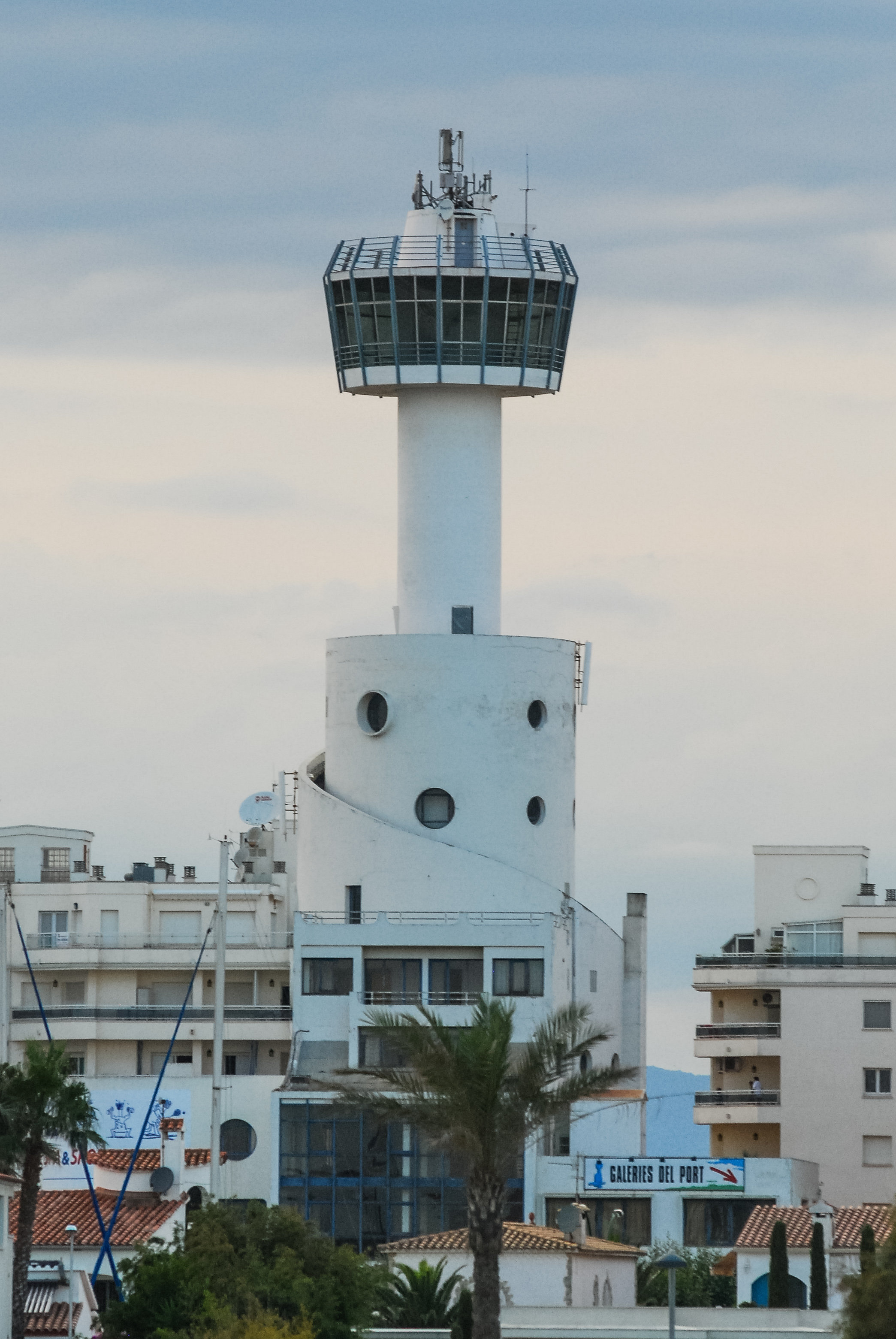
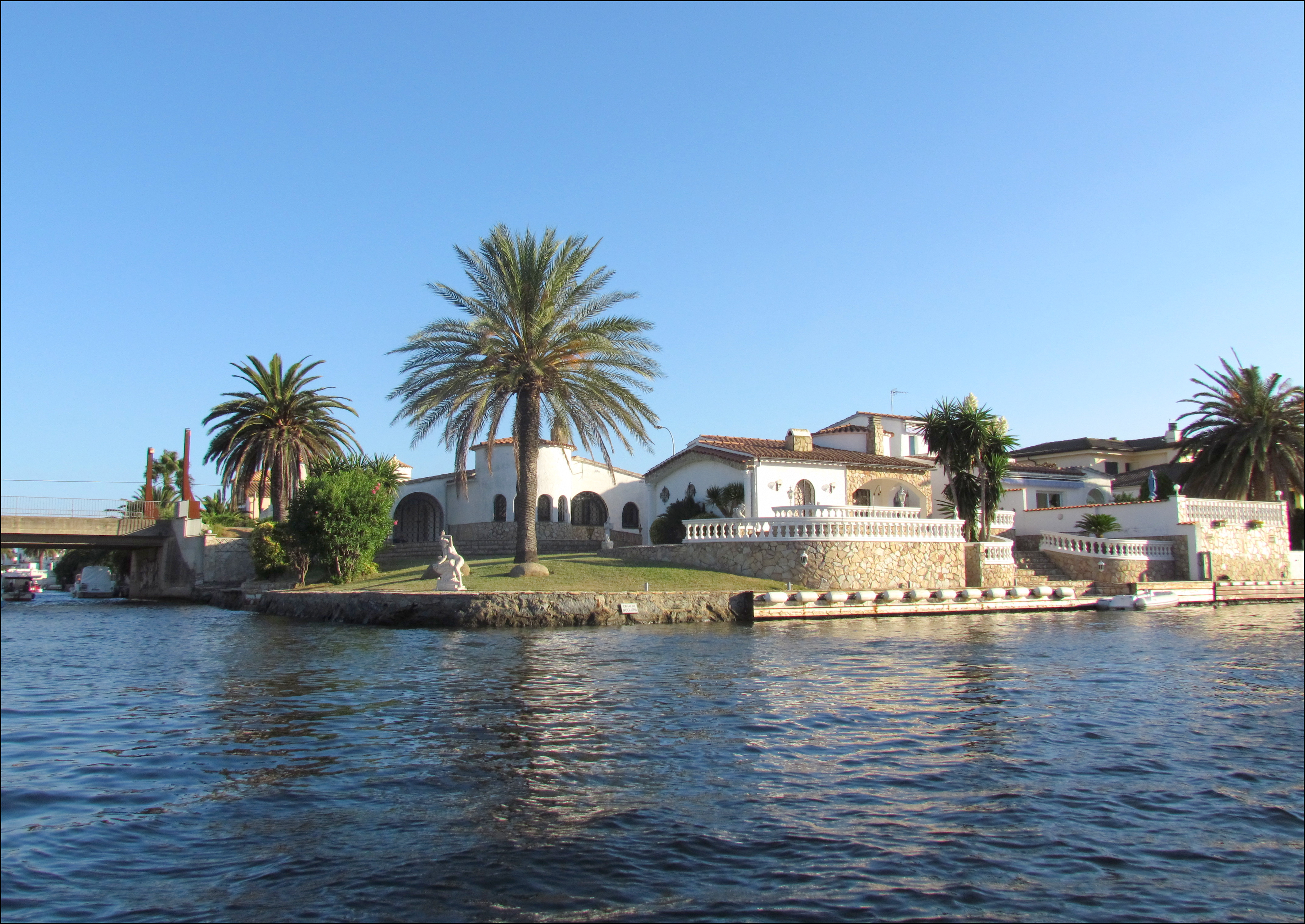
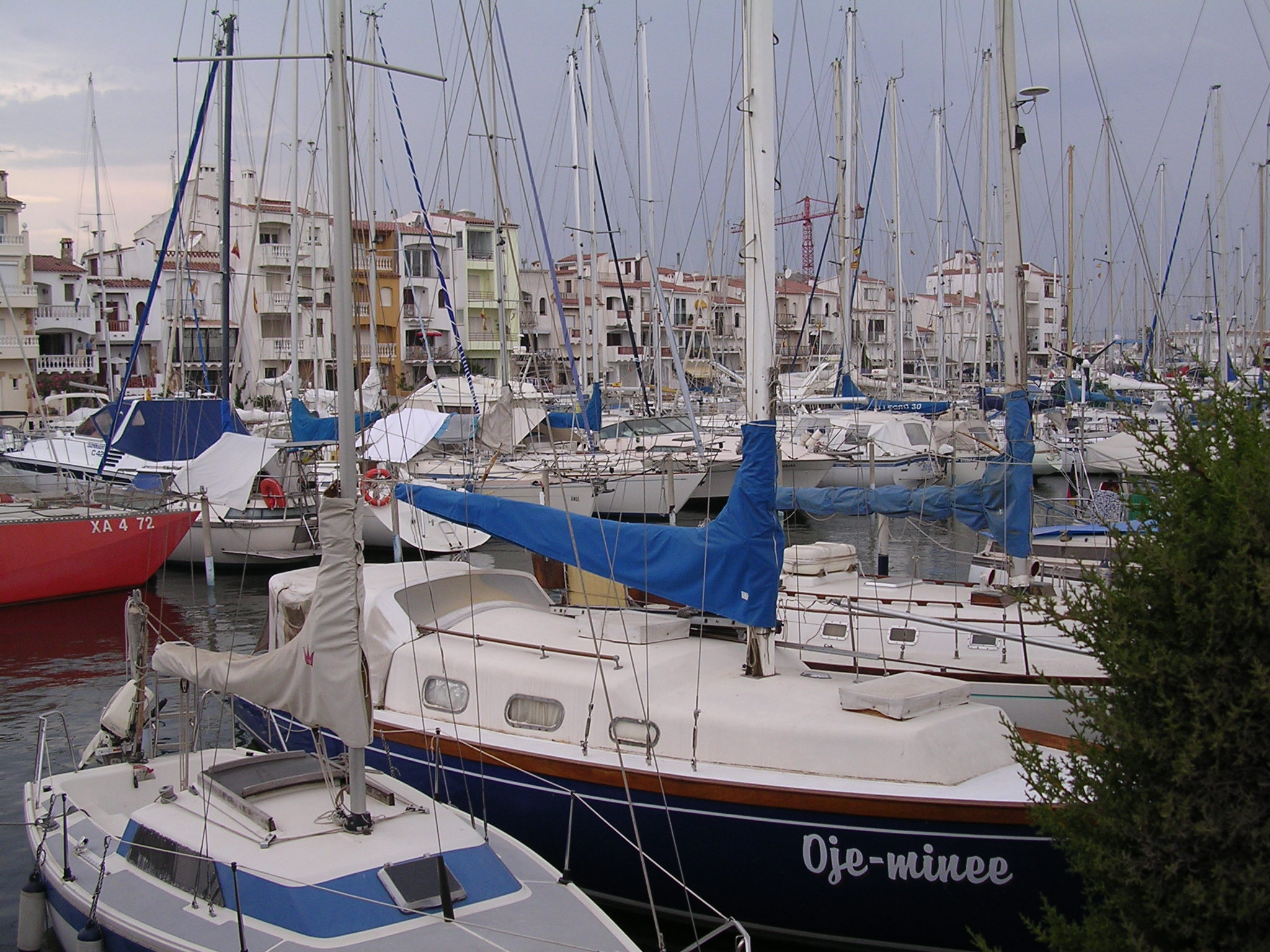
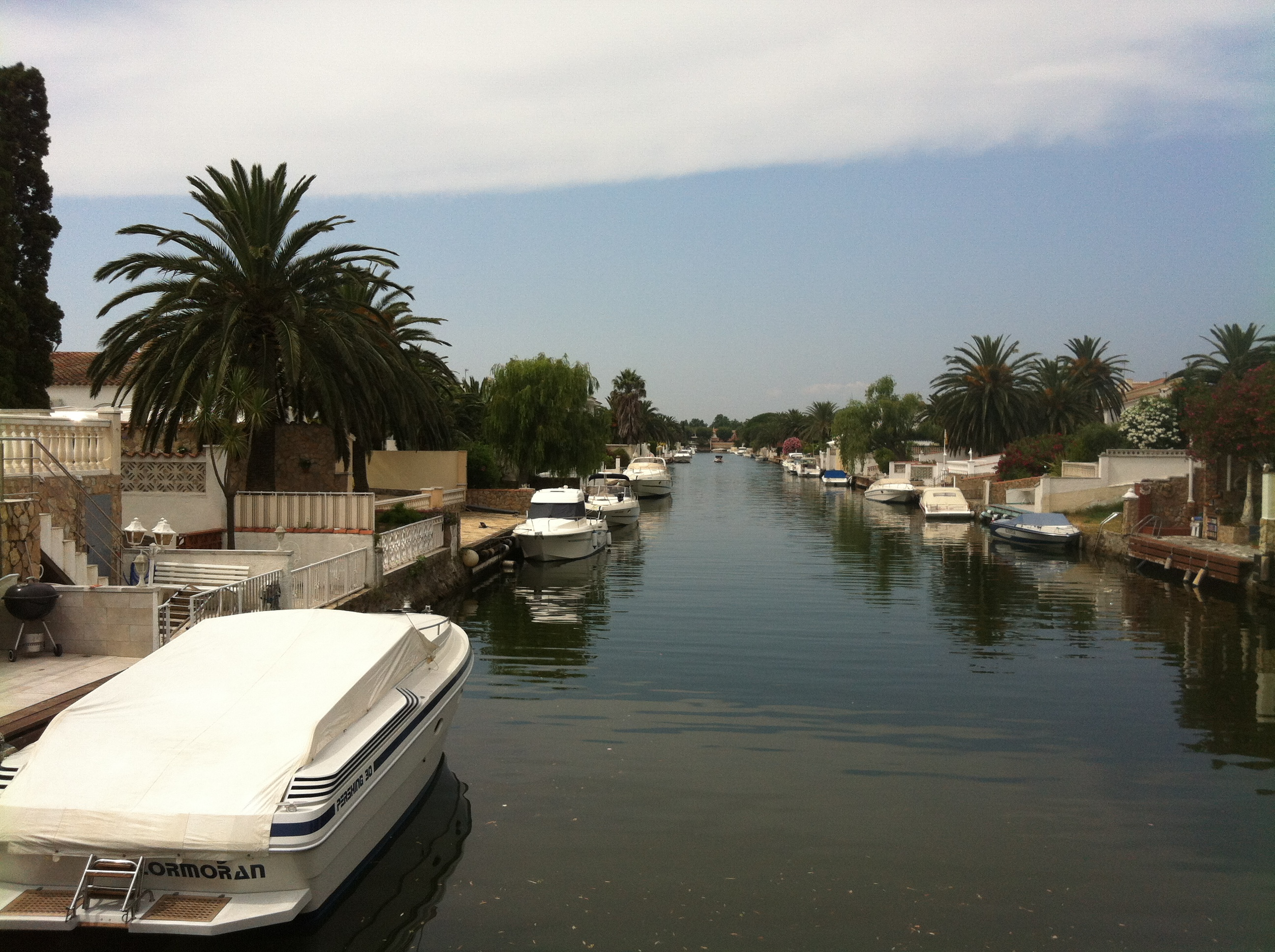
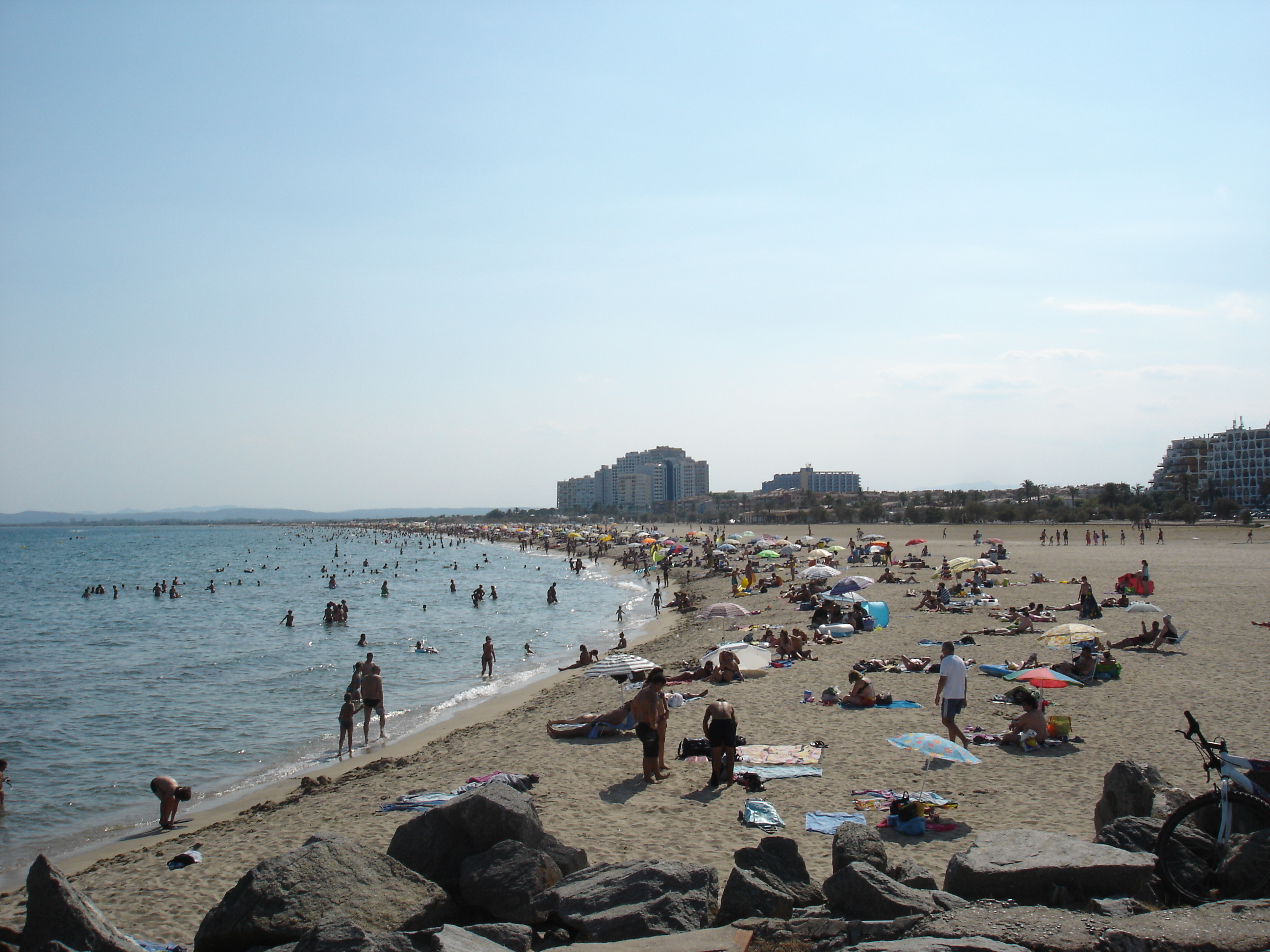